# Zetorchestes ornatus
Zetorchestes ornatus är en kvalsterart som beskrevs av Sandór Mahunka 1985. Zetorchestes ornatus ingår i släktet Zetorchestes och familjen Zetorchestidae. Inga underarter finns listade i Catalogue of Life.